# Посланец доброй воли
Посла́нец до́брой во́ли или посо́л до́брой во́ли (англ. Goodwill ambassador) — лицо, имеющее известность в мире и выступающее в качестве представителя (государства или организации) с особым поручением.
Посланцы доброй воли, как правило, обеспечивают продвижение высоких идей от одного лица к другому, или же целому сообществу. Это понятие следует отличать от близкого к нему посла бренда, который занимается продвижением компании или её продукции посредством личного взаимодействия с людьми и организациями.
Посланцем доброй воли может быть как человек, проживающий в одной стране, так и совершающий поездки в другие страны в дипломатической миссии (или миссией дружбы народов) на равном уровне: страна со страной, штат со штатом, город с городом; или в качестве посредника представляющего людей в противоположном сообществе.
Посланцы доброй воли являются официальными и неофициальными членами правительств и культур до тех пор, пока существуют дипломатические отношения; обмен дарами и подарками; гуманитарная помощь; помощь в целях развития с привлечением широко известных людей — учёных, артистов, писателей, общественных активистов и других влиятельных лиц. Посланническая деятельность осуществляется с подачи или под влиянием главы государства и необязательно связаны с дипломатическими полномочиями, прописанными в верительных грамотах. Тем не менее, некоторые государства, например, Республика Гаити, не выдают документы, которые обеспечивают дипломатический иммунитет посланцам доброй воли.

## Организации использующие послов доброй воли
Большое количество организаций использует посланцев доброй воли для продвижения своих программ и как способ предложить свои программы другим, которые основаны на добрых отношениях. Таковыми являются как надгосударственные образования — Организация объединённых наций и Ассоциация содействия ООН, и международные объединения — Европейский Союз и Африканский Союз, так и национальные — например США, штаты Теннесси и Кентукки. Посланцы доброй воли часто используются общественными и благотворительными организациями — Ротари Интернешнл, Международный олимпийский комитет, Ассоциация борьбы с мышечной дистрофией, Globcal International. Кроме того, послы доброй воли имеются у таких подразделений ООН, как Программа развития ООН, ЮНИСЕФ, ЮНЕСКО, Всемирная организация здравоохранения.